# Баян (Айиртауський район)
Бая́н (каз. Баян) — село у складі Айиртауського району Північноказахстанської області Казахстану. Входить до складу Арикбалицького сільського округу, раніше перебувало у складі ліквідованої Златогорської сільської ради.
Населення — 139 осіб (2021; 219 у 2009, 305 у 1999, 324 у 1989).
Національний склад станом на 1989 рік:
- росіяни — 58 %.

До 2009 року село називалось Наследниковка.